# Melittia chalybescens
Melittia chalybescens là một loài bướm đêm thuộc họ Sesiidae. Nó là loài duy nhất được tìm thấy ở Queensland, nơi chúng được sưu tập gần Kuranda và Mackay.
Chiều dài cánh trước là 14–15 mm đối với con đực và gồm 16 mm đối với con cái.